# 选派艾森豪威尔运动

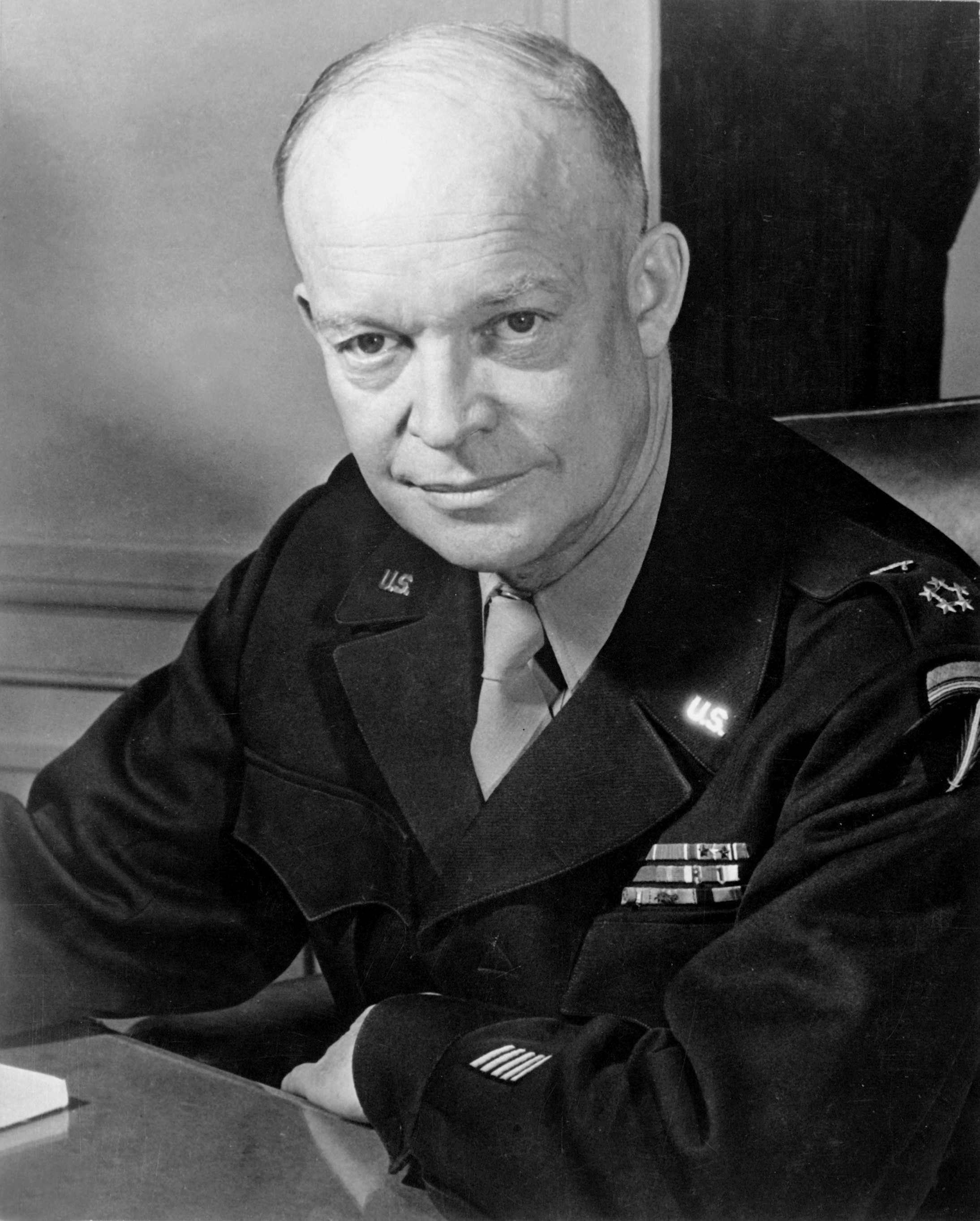
德怀特·艾森豪威尔1945年肖像

20世纪40年代末和50年代初，美国发生持续时间长、波及范围广的选派艾森豪威尔运动，旨在说服前美国陆军参谋长德怀特·艾森豪威尔竞选美国总统。
1948年总统大选期间，前总统富兰克林·德拉诺·罗斯福之子詹姆斯等众多政治家和组织纷纷邀请艾森豪威尔从政，他一直没有同意，然而乔治亚州、弗吉尼亚州民主党组织仍公开表态支持。1948年民主党全国大会前一周，詹姆斯·罗斯福向全部1592名代表发电报，要求他们提前两天赶到費城参加选派艾森豪威尔党团特别会议，打算合众人之力形成呼吁艾森豪威尔参选的强大声势。面对众多民主党政要热切劝说，艾森豪威尔仍拒绝接受提名。
哈里·S·杜鲁门总统名望低落，选派艾森豪威尔运动1951年在共和、民主两党兴起，毕竟当事人此时尚未宣布加入任何政党。共和党政要纷纷表态支持，另一边赌咒发誓只有加入民主党才能当总统。共和党联邦参议员小亨利·卡伯特·洛奇是该党选派艾森豪威尔运动的竞选经理，将艾森豪威尔之名加入新罕布什尔州共和党初选投票。将军同意参选并赢得新罕布什尔州初选，接下来获共和党提名，在普选战胜民主党候选人阿德萊·史蒂文森二世当上第34任美国总统。选派艾森豪威尔运动对后世同类运动影响深远，如1992年选派佩罗运动和2008年选派康迪运动。

## 背景

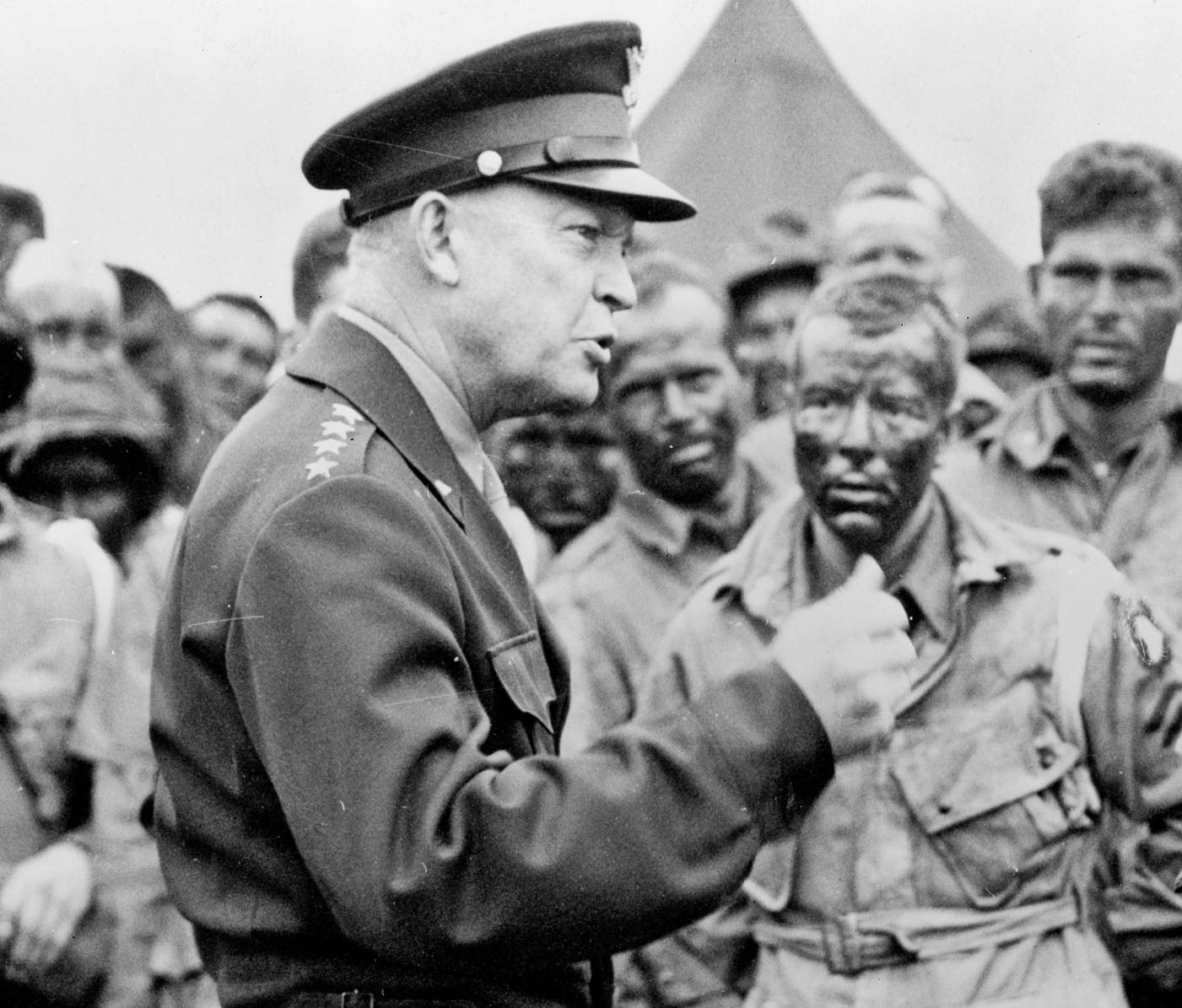
艾森豪威尔在1944年6月5日诺登底登陆前向美军伞兵致辞

德怀特·艾森豪威尔1915年从西点军校将星聚落班毕业:39–47。他在第一次世界大战时申请到欧洲服役被拒，只能带领坦克兵训练部队。战争结束后他在华盛顿哥伦比亚特区和菲律宾服役，听命道格拉斯·麦克阿瑟将军。1941年晋升准将后，:34艾森豪威尔在第二次世界大战监督许多重要行动。他担任盟軍遠征部隊最高司令部欧洲战区总司令:275–276，规划并指挥1944年霸王行动及随后的中歐會戰，官拜五星上将:55。
艾森豪威尔的战争英雄形象深入人心，在20世纪40年代蓋洛普“最敬佩的人”民意调查高居榜首，英国陆军元帅伯納德·蒙哥馬利称他“军事政治家”:291–292。1945至1948年担任美国陆军参谋长期间:14，他多次公开露面维持公众对陆军的支持:461–462。他还在1948至1953年出任哥伦比亚大学校长:14。1950年12月，他受命担任北大西洋公约组织最高司令，掌握北约驻欧部队作战指挥权:495–496。

## “艾森豪威尔热潮”（1948年）

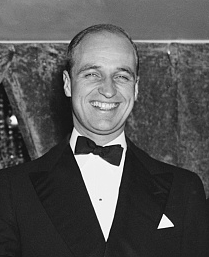
詹姆斯·罗斯福（摄于1937年）为艾森豪威尔取代杜鲁门竞选美国总统摇旗呐喊

外界普遍期望名望高涨的艾森豪威尔竞选总统:394。《华盛顿先驱时报》1946年12月宣称他同意在人民要求之际参选，艾森豪威尔否认说法，声称“这种话不管是对陆军还是对身为参谋长的我说来都伤害极大”:35。艾森豪威尔尚未宣布加入任何党派，民主共和两党对他的回绝不为所动，发动选派艾森豪威尔运动:55。1947年7月，哈里·S·杜鲁门总统认为艾森豪威尔是民主党理想的候选人，打算“培养公众追随他”，但后者公开声明不会从政:104。参与选派艾森豪威尔运动的美国人争取民主行动成员与政坛人士势头越来越大，民主党政治家甚至开始组织“抛弃杜鲁门”运动，力图说服艾森豪威尔代表民主党参选:79。据美国陆军部长肯尼斯·克莱伯恩·罗亚尔所述，杜鲁门身为总统甚至同意只要艾森豪威尔愿意，他愿充当副总统候选人，但将军没有接受杜鲁门的建议。纽约州联邦众议员斯特林·科尔表示反对提名艾森豪威尔或任何军方领导人竞选总统。1948年1月，新罕布什尔州部分共和党政界人士在总统初选时加入代表团，承诺支持艾森豪威尔。将军同月表示，自乔治·华盛顿担任总统以来，“无论从历史实际、还是恰当与否角度考虑”，“只有胸怀抱负”才能当上美国总统，重申他没有政治抱负:463。同年五月专栏作家沃尔特·温切尔开展的民调共收到9.5万票，艾森豪威尔以3.6万高居榜首，超过杜鲁门和共和党提名托马斯·杜威:41。
1948年4月3日，美国人争取民主行动公布组织决定，杜鲁门缺乏民意基础，故支持艾森豪威尔与最高法院大法官威廉·道格拉斯分别为民主党总统和副总统候选人。阿道夫·柏利、小富兰克林·德拉诺·罗斯福表示相信将军会接受提名。初选期间杜鲁门基本没遇到阻力，但直到民主党全国大会前数周，该党的“艾森豪威尔热潮”还热火朝天:104。前总统富兰克林·德拉诺·罗斯福之子詹姆斯为艾森豪威尔代表民主党、取代杜鲁门竞选美国总统摇旗呐喊:79。
面对当事人一再回绝，政坛领袖没有放弃劝说:104。许多民调机构的调查结果表明，只要艾森豪威尔取代杜鲁门参选，杜威基本没有胜算:104。他4月5日重申不会接受提名，但乔治城州、弗吉尼亚州民主党组织，前纽约最高法院大法官耶利米·马奥尼七月初还公开表态支持。《纽约时报》7月5日的民调表明，詹姆斯·罗斯福、雅各布·阿维、威廉·奥德怀尔引领的“反杜鲁门集团”推波助澜，支持艾森豪威尔获民主党总统候选人提名的代表还在增多。密西西比州民主党联邦参议员约翰·斯坦尼斯宣布支持艾森豪威尔。当事人晚上十点半在哥伦比亚大学发布备忘录：“此时我自认尚不属任何政党，不会接受公职提名或参与党派政治角力”。
当事人声明不足以改变众多组织的决心。艾森豪威尔拒绝表态支持杜威，但告诉少数密友会投票支持，预计杜威将赢得选举:478:55。7月6日，費城地方团体赞扬艾森豪威尔不结党、不参与党派政治角力的声明，表示继续支持他竞选总统。杜鲁门的支持者当天表示对将军发表的备忘录很满意，对杜鲁门提名充满信心。
詹姆斯·罗斯福在民主党全国大会一周前向全部1592名代表发电报，要求他们提前两天赶到费城参加“选派艾森豪威尔”党团特别会议，打算合众人之力形成呼吁将军参选的强大声势。专栏作家德鲁·皮尔森写道：“民主党所有经验丰厚的政坛领袖都认定，如果不能说服艾克（艾森豪威尔的绰号）参选，哈里·杜鲁门面临的失败在历史上都可谓惨不忍睹。”。约五千名支持者齐聚哥伦比亚大学校长官邸，恳请艾森豪威尔参选。
南卡罗来纳州长斯特罗姆·瑟蒙德7月8日公开呼吁并鼓动将军参选，后来他在民主党全国大会退场:104。佛罗里达州联邦参议员克劳德·派帕尔声称“不管将军是否同意”都会要求提名大会推举艾森豪威尔:478。当事人回复：“无论提案在什么情况提出或包含何等条件，我都会拒绝提名”:478。7月9日晚詹姆斯·罗斯福终于接受现实，选派艾森豪威尔运动随后中止。杜鲁门获提名后，大部分民调机构预测杜威将以压倒优势当选。但事实出乎意料，杜鲁门在1948年大选爆冷战胜杜威。史学家兼作家赫伯特·帕米特1977年著作指出：“艾森豪威尔热潮是民主党自由派陷入深渊的征兆，而且必须说明，陷入深渊的不只自由派”。

## “爱艾克”（1952年）

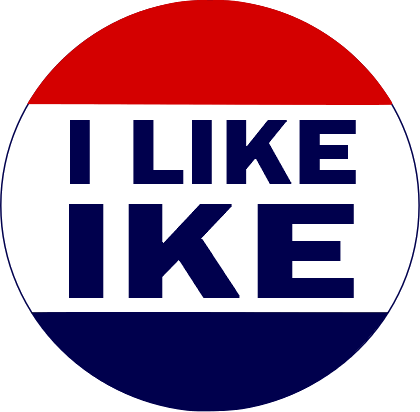
1952年艾森豪威尔竞选纽扣图案，“I Like Ike”即“爱艾克”

艾森豪威尔自认应该超越党派立场，一直没有公开宣示党派归属，结果选派艾森豪威尔运动1951年在民主共和两党复兴。但据作家威廉·皮克特2000年著作《艾森豪威尔决定参选》记载，1948年大选后，“艾森豪威尔越来越朝共和党党派政治靠拢”:76。杜鲁门的名望1951年末已经很低，认可度跌至两成三，是执政认可度调查诞生以来美国总统的最差纪录:109。杜鲁门12月给将军写信希望对方代表民主党参选：“希望您把打算告诉我”。艾森豪威尔回复：“自觉没有争取政治提名的义务”。报社编辑、记者纷纷致信敦促将军参选:396–397，杜威与马萨诸塞州联邦参议员小亨利·卡伯特·洛奇早在离1952年共和党全国大会还有两年多时就开始鼓励艾森豪威尔参选:6。杜威就将军会否参选询问艾森豪威尔昔日副手卢修斯·克莱的看法，克莱回答：“很难讲。但我敢肯定，如果公众没有表现希望他参选的强烈意愿，或是竞选可能缺乏有效组织，亦或资金方面可能有问题，他就不会参与。必须补充的是，即便上述要求全部满意他也不一定接受”:584。各种旨在协调选派艾森豪威尔运动的组织和委员会如雨后春笋般涌现，新泽西州企业家查尔斯·F·威利斯与小史丹利·隆堡协助创办“支持艾森豪威尔公民”委员会，还在全国各地创办艾森豪威尔社团:519。哈罗德·塔尔博特牵头“艾森豪威尔竞选总统”政治筹款活动:586，保罗·霍夫曼发起“支持艾森豪威尔公民”运动:587。全美很快形成约八百家社团组成的网络，以38个州的领导人为首。1952年下半年，社团数激增至2.9万，会员总人数达25万。:520当事人好友、投资商克里弗德·罗伯茨称，“支持艾森豪威尔公民”运动足以聚拢将军所有的支持势力:520。
支持将军的共和党人创造口号“爱艾克”，意指艾森豪威尔的绰号“艾克”:523。歐文·柏林的百老汇音乐剧《风流贵妇》纳入歌曲《他们都爱艾克》:15。艾森豪威尔觉得加入民主党胜算更大，而且国会也是该党占扰，但又认为杜鲁门政府已经腐化，下任总统必须改革政府而且不必为过往政策辩护:6–14。共和党国际主义派系认为，前总统兼首席大法官威廉·霍华德·塔夫脱之子、俄亥俄州联邦参议员罗伯特·A·塔夫脱主张不干涉政策，可从他和艾森豪威尔中二选一。早在初选前，外界就普遍称塔夫脱“共和党先生”:6，局内人士认为他领跑提名争夺战。前明尼苏达州长哈罗德·斯塔森因支持国际主义颇具人气，也是初选的有力竞争者:6。但正如作家迈克尔·伯克纳所述，两人表现的政治实力都不足以胜出:6。
1951年宣布支持艾森豪威尔的共和党人很多，民主党人赌咒发誓、坚称只有加入民主党才能当总统。塔夫脱10月16日宣布争夺共和党提名，11月17日洛奇当上选派艾森豪威尔运动竞选经理:6–20。共和党新罕布什尔州长谢尔曼·亚当斯负责管理州内选派艾森豪威尔运动:5，1951年下半年开始为将军成立组织，并在11月的集会表示：“3月11日选票上会有艾森豪威尔的名字，他不会退出我党总统初选，对此我现在非常肯定”:8。运动势头迅速壮大，以至将军本人在12月安排罗伯茨秘密邀请关系密切、值得信赖的顾问组成政治咨询小组监控。克莱把写好的備忘錄交给艾森豪威尔，详细介绍活动进展并注明即将召开的州级党大会日期:588。
推动塔夫脱竞选的势头加强，艾森豪威尔不再像以前那样抵触参选。他把共和党倾向告知洛奇，后者在1952年1月6日的记者招待会公布:10。将军是否参加新罕布什尔州初选尚在未知，洛奇向《纽约先驱论坛报》出版商威廉·罗宾逊求助。罗宾逊前往欧洲与将军共度圣诞时询问是否愿意参加新罕布什尔州初选，艾森豪威尔同意。:91952年1月6日，洛奇经克莱与罗宾逊授权在新罕布什尔州初选选票上加上将军姓名:590。很快就有《纽约时报》等24份报刊表态支持，伊利诺伊州联邦参议员甚至建议两党都提名艾森豪威尔，只不过副总统人选不同:11。

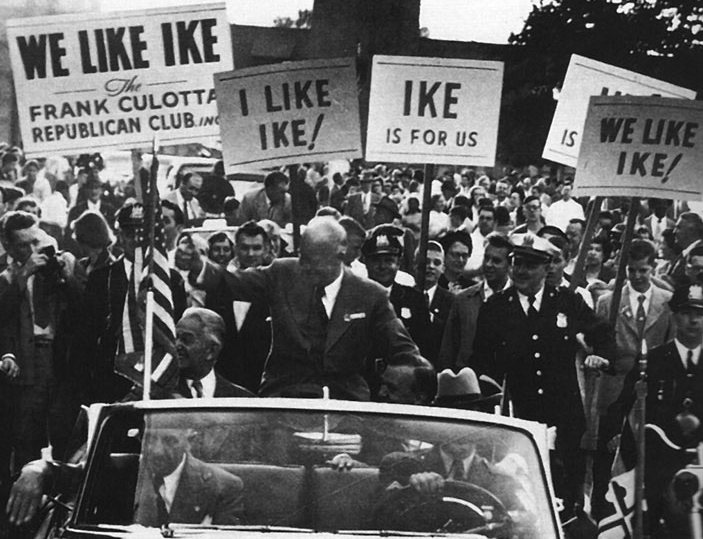
1952年9月，艾森豪威尔在巴爾的摩竞选

1952年2月8日，麦迪逊广场花园如期举办选派艾森豪威尔集会:110。主办方预计到场人数不会超出广场可容纳的1.6万，但实际人数超2.5万，纽约警察和消防队都无力促使多少人离开:523。2月16日艾森豪威尔告知克莱，拿到共和党提名就一定参选:590。3月1日，他以一成二的显著优势在新罕布什尔州初选战胜塔夫脱:8，全部14个州的共和党大会代表都支持他:178。将军宣布面对结果深受“震惊”和“感动”，并在接受记者采访时称：“任何美国人都会对得到如此之多的同胞称赞感到自豪，否则他就不是美国人”。
明尼苏达州美国总统初选选票没有艾森豪威尔之名，但3月18日直接在选票写上他名字或绰号的选民超过10.6万，比斯塔森只少两万票:14–15。《堪萨斯城星报》主编罗伊·罗伯茨认为这是“美国政治竞选史上少有的大事”:180。1952年5月31日，艾森豪威尔请辞北约事务并退役。6月4日他在故乡堪萨斯州阿比林首次发表政治演说:17:395，还在当地召开新闻发布会。他在记者询问过往投票立场时回答：“1948年我离开信息溃乏的岗位，为保持中立没有登记（选民）。但1950年我支持共和党。”盖洛普在共和党提名大会前夕开展民调，结果表明将军的支持率超过杜鲁门两成五，超塔夫脱一成六:114。大会首轮投票就提名艾森豪威尔。考虑到年过花甲可能对选战不利，顾问建议他挑选39岁的加利福尼亚州联邦参议员理查德·尼克松为竞选搭挡。两人在1952年大选以压倒优势轻取民主党候选人阿德萊·史蒂文森二世和约翰·斯帕克曼，选举人票超出对手353票之多。

## 余波和影响
艾森豪威尔1953年1月20日宣誓就职，是20年来首位共和党总统。他任命洛奇出任驻联合国大使，亚当斯任白宫办公厅主任，担任总统期间支持“现代共和主义”，处在民主党自由派和共和党保守派之间的折衷立场。他通过谈判促使朝鲜战争停火，促成朝鲜半岛南北分治。1955年9月艾森豪威尔心脏病发后入院治疗六周:272，他竞选连任的前景很快成为美国重大议题，共和党政治家担心大选没有艾森豪威尔将毫无胜算。艾森豪威尔起初对能否连任颇为悲观，许多共和党领导人发动新一轮选派运动，说服他同意竞选，结果在1956年大选又一次以压倒优势击败史蒂文森。艾森豪威尔事后向顾问表示，如果不是心脏病发，很难说自己能否再度成为候选人。
离任总统多年后，艾森豪威尔于1967和1968年再度登顶盖洛普“最崇敬的人”民意调查。“支持艾森豪威尔公民”委员会在1952年大选结束后继续活动，支持共和党保守议程现代化:513。选派艾森豪威尔运动对后世同类运动影响深远，如1992年选派佩罗运动、2008年选派康迪运动。皮克特的著作总结：
艾森豪威尔参选的决定其实没那么复杂，而且更加值得尊敬，不像有些人想的那么狡猾。正如他的回忆录所述，步入晚年后他自认当年完全是被为选派运动所逼。公开宣布参选前，民意调查、新闻工作者、意见领袖、政界人士都在不断施压要求他竞选总统。他经常表示，不以任何方式争取就获党代会提名无疑最为理想，但在他身上情况绝非如此。:212

## 扩展阅读
- Cotter, Cornelius P. . Political Science Quarterly (Wiley). 1983, 98 (2): 255–283. JSTOR 2149418. doi:10.2307/2149418.